# بوبي كونلي
بوبي كونلي (بالإنجليزية: Bobby Connelly)‏ هو ممثل أمريكي، ولد في 4 أبريل 1909 في بروكلين في الولايات المتحدة، وتوفي في 5 يوليو 1922 في لينبروك في الولايات المتحدة بسبب التهاب القصبات.

## أعمال

### أفلام
- (1934) مشية المغازلة

## وصلات خارجية
- بوبي كونلي على موقع IMDb (الإنجليزية)
- بوبي كونلي على موقع أول موفي (الإنجليزية)
- بوبي كونلي على موقع قاعدة بيانات الأفلام السويدية (السويدية)
- بوبي كونلي على موقع قاعدة بيانات الفيلم (الإنجليزية)